# 能登半島沿海不明船事件
能登半島沿海不明船事件（日语：能登半島沖不審船事件），是發生於1999年3月23日至3月24日凌晨的衝突事件，北朝鮮所派遣的可疑船隻進入日本領海，接著日方進行一連串的驅趕行動，雙方並在過程中開火。

## 概要

### 起源
1999年的3月18日，自衛隊情報本部的電波部、警察廳警備局的外事技術調查官室，甚至美軍的情報機構等都截取到了北朝鮮使用的無線局「A-3」訊號出現變化，此徵兆可能代表著情報員正在透過電波進行情報活動。
3月19日，一則衛星情報經由駐日美軍司令部傳送至情報本部，顯示清津的工作船基地出現工作船出航的跡象。另外，韓國國家情報院（NIS）向日本公安調查廳（PSIA）透露有關北朝鮮「將帶給日本重大的攻擊」的情報。然而，由於此時沒有直接性的威脅，因此尚未採取對應措施。
3月21日晚間10時左右，位在能登半島東方的日本海海面上不斷傳出訊號，且陸續被各相關政府組織所截獲。之後，「A-3」也於深夜異常發信。3月22日15時，海上自衛隊從舞鶴基地派遣護衛艦「榛名號」（第3護衛隊群旗艦）、「妙高號」（隸屬第3護衛隊群）、「阿武隈級護衛艦」（隸屬舞鶴地方隊）緊急出港，法律上則依照防衛省設置法的「調查、研究」目的。同時，警察廳向位於日本海側各縣的警察發布命令與情報「KB（KOREAN-BOAT）參考情報」，要求針對沿岸地區加強戒備。

### 發現工作船
海上自衛隊自八戶航空基地起飛至地點上空搜索的P-3C獵戶座，在隔日3月23日6時42分，於佐渡島西方約18公里處的日本領海內發現船隻「第一大西丸」，9時25分時則於能登半島東方約64公里處再度發現船隻「第二大和丸」，兩艘船有下列可疑行為：
- 漁船具備過多的天線。
- 甲板上看不到漁具。
- 以橫的方向排煙。
- 簡易手写的方式標記船名。
- 未升起船尾的旗幟。
- 船隻在新潟沿海，不過漁船登錄編號開頭卻是代表兵庫縣的HG。
- 船尾門呈現向兩邊打開的狀態。

向漁協詢問過後，確定「第一大西丸」已經廢船，而真正的「第二大和丸」目前在兵庫縣沿海作業中，於是海上自衛隊開始跟蹤兩船。此外，航空自衛隊則派遣停放在三澤基地的E-2空中預警機至海域上空，協助蒐集相關情報。

### 追蹤
11時30分，自海上保安廳新潟航空基地起飛的S-76型直升機「雷鳥1號」，從空中拍攝工作船的畫面，並且使用船舶電話呼叫（朝鮮語、英語、日語），但工作船沒有任何反應。海上保安廳的特殊警備隊（SST）則出動津輕級巡視艦「筑前號」。落日前，「榛名號」拍攝的影像送至航空自衛隊小松基地再傳到防衛廳。這也是日本首次於實戰中運用影像電送裝置。
此時，日本海方面的警察在「KB參考情報」後，再度收到警戒層級更高的「KB情報」。

### 開火
跟蹤行動持續至夜晚，緊張情況依舊持續。日本政府於18時10分在首相官邸別館的危機管理中心官邸對策室設置「不明船相關關係省廳局長等會議」。
19時，工作船的速度加速至24節，19時30分船速已達28節，開始拉遠和PC型的「濱雪號」與巡視艇「なおづき號」的距離。此時，運輸大臣川崎二郎向第九管區海上保安本部（新潟）通知，許可進行威嚇射擊。
20時過後，第九管區海上保安本部長根據警察官職務執行法下令開始威嚇射擊，「妙高號」使用探照燈照向工作船，「筑前號」朝著「第二大和丸」旁的海上發射M61機砲及曳光彈，總計50發，這是日本自1953年的Razuezunoi號事件以來，46年後再度動用警告射擊。「濱雪號」使用13釐米機槍向「第一大西丸」射擊135發，「なおづき號」的則使用九個64式7.62毫米自動步槍射擊1,050發（曳光彈500枚）。
工作船遭到威嚇射擊後，以35節的的速度加速逃離，此船速對於海上保安廳的船艇難以追趕，且燃料亦出現不足情形，「濱雪號」、「なおづき號」、「さど號」陸續被甩開，至深夜時已擺脫所有巡視船艇，只剩下「榛名號」繼續追蹤「第一大西丸」。官邸對策室內部此時傾向發布海上警備行動，官邸方面也認同繼續追蹤船隻。

### 停止
「第一大西丸」在拉開與日方船艦的距離後，在23時47分突然停船，接獲停船報告的防衛廳長官野呂田芳成決定執行自衛隊成立以來首次的「海上警備行動」，並開始進行相關的動員程序。
隔日0時30分，川崎運輸大臣接獲野呂田防衛廳長的聯絡，認為此事件已「超出海上保安廳的應對能力」。0時45分，在內閣在閣議後正式確認「海上警備行動」的合法性，依據自衛隊法第82條，由防衛廳長官指揮自衛艦隊司令官與各地方隊總監，執行「海上警備行動」，並發布海上自衛隊行動命令（海甲行警命第16号。11.3.24 0050）。

### 海上警備行動
海上自衛隊第3護衛隊群司令吉川榮治海將補（少將）受命為現場指揮官，對第二航空隊下令，隨時準備空襲。以「妙高號」為首的各護衛艦也接到自衛隊成立以來的第一份ROE（交戰規則），再次以速射砲對不明船實施警告射擊。來自八戶基地的3架P-3C獵戶座投下12枚150公斤級的對潛暴雷，試圖以暴雷激起的水障嚇阻不明船。
同時間，來自海上自衛隊岩國航空基地的EP-3電子情報搜集機與駐日美軍所屬的P-3C獵戶座、EP-3電子情報搜集機也相繼抵達現場，收到動員命令的航空自衛隊直接將已在現場的E-2空中預警機劃歸警備任務指揮，在沒有戰機護衛的情況下開始密切監視不明船。
因為無法判斷不明船是否有搭載地對空飛彈，現場指揮官將已投彈的3架P-3C分給E-2作為僚機，以防止任何意外情況發生。
由於不明船的位置已經十分靠近俄方的「防空識別區」邊界，自衛隊在知會俄羅斯政府後繼續追蹤，俄羅斯方面也派出艦隊對不明船發出停船警告，俄方指揮官表明「如果該船入侵俄羅斯領海，我方會直接將其擊沉。」

### 登船
護衛艦「妙高號」釋放搭載的登陸艇準備登船，登船部隊由航海長伊藤祐靖3等海佐（少校）指揮，裝備以艦內備有的豐和64式7.62毫米自動步槍與自衛隊制式9mm手槍（SIG P220手槍）為主。
雖然海上自衛隊成員都有接受過步槍與手槍的射擊訓練，但用於應對恐怖活動的重要技能-CQB（近接戰鬥）卻無人精通，艦上甚至連防彈衣也沒有，在這種情況下登船是十分危險的。
護衛艦「榛名號」在不明船的行進路線上投下在參觀時用於防止墜海的防護網，試圖讓網纏住不明船的螺旋槳，強迫不明船停止以利「妙高號」組員的登船，但是因為誤判海流而失敗。

### 逃走
不明船在躲過攔截後開始加速逃逸，「第二大和丸」、「第一大西丸」分別在3時20分、6時6分脫離日方防空識別圈，日本自衛隊被迫停止追蹤。
7時55分，E-2觀測到北朝鮮羅津基地2架米格-21戰鬥機起飛，日本航空自衛隊小松基地所屬的2架F-15J戰鬥機立刻緊急升空。
2艘逃走的不明船在脫離防空識別圈後先往俄羅斯方向前進，在進入俄方海域前轉往南西方向，25日早上7時在北朝鮮清津入港。
狀況解除，海上警備行動在25日15時30分宣告結束。

## 備註
1. ↑  配有地對空飛彈。
2. ↑  主要為P-3C與EP-3型。
3. ↑  瀧野（2002）
4. ↑  瀧野（2005）

## 外部連結
- 能登半島沖不審船 - 第9管區海上保安部 （日語）